# Hongkou

Hongkou

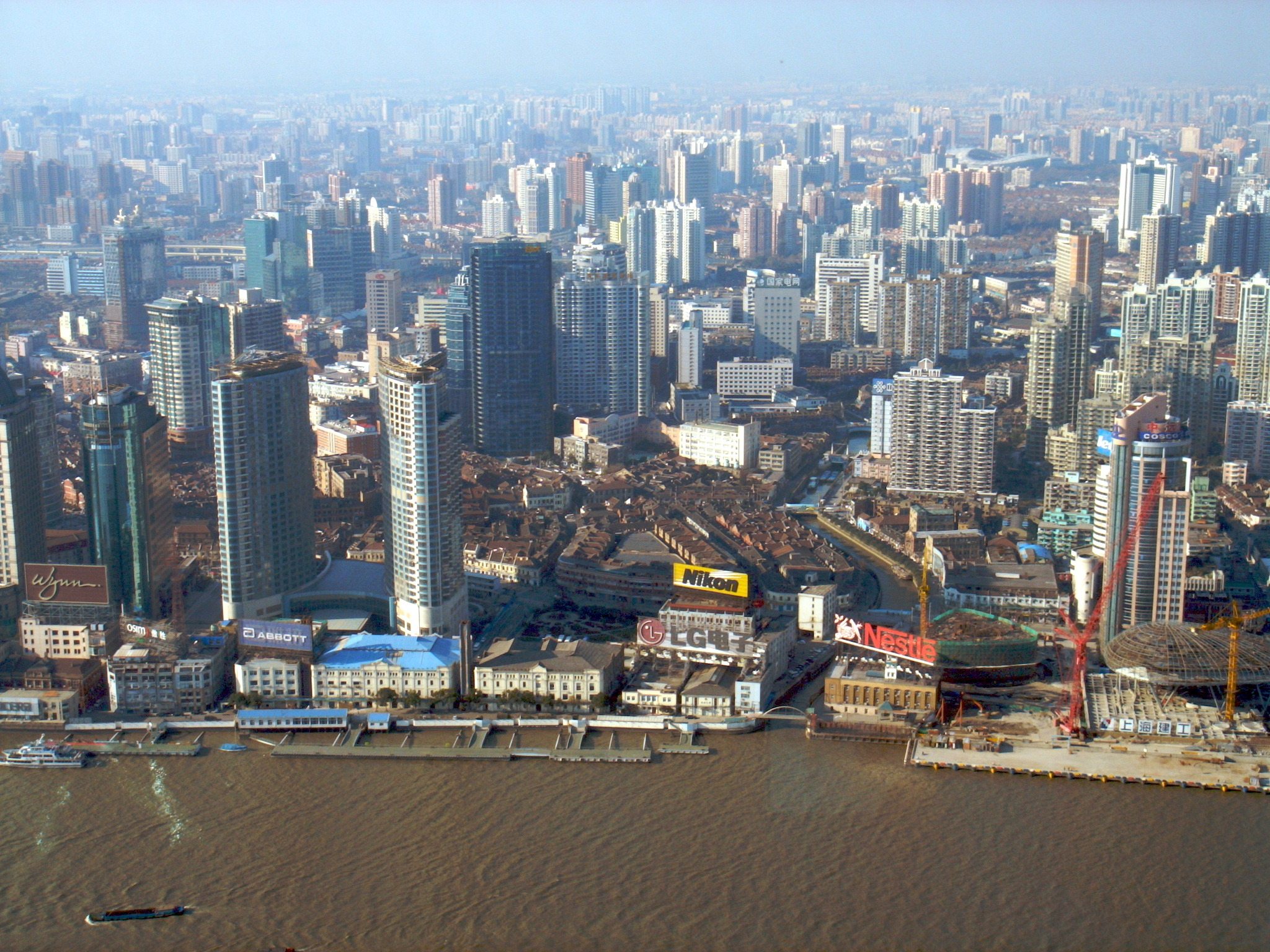
Blick auf Hongkou

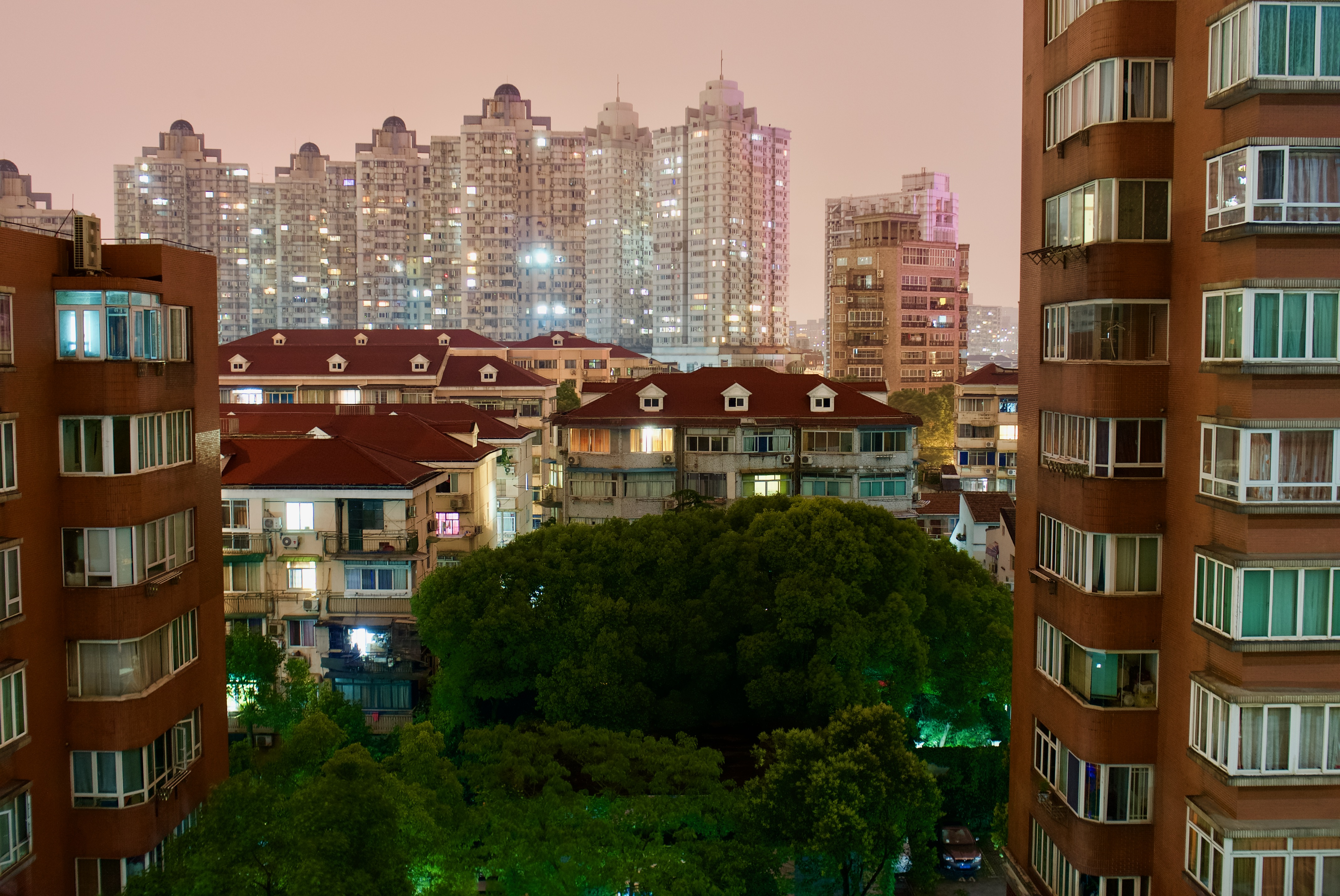
Blick auf das Bao-Steel-Gebäude in Hongkou

Hongkou (虹口区 Hóngkǒu Qū) ist einer von zehn „inneren“ Stadtbezirken der regierungsunmittelbaren Stadt Shanghai in der Volksrepublik China.
Der Bezirk grenzt im Süden an das westliche Ufer des Huangpu-Flusses, gehört also zur Puxi-Seite.
Hongkou hat eine Fläche von 23,41 Quadratkilometern und 757.498 Einwohner (Stand: Zensus 2020). Die Bevölkerungsdichte beträgt 32.358 Einwohner pro Quadratkilometer.
Ehemals Finanzzentrum ist Hongkou heute Standort mehrerer Hochschulen, wie der Fremdsprachenuniversität Shanghai, mit Beziehungen auch zu deutschen Universitäten und deutschen Studierenden.
Neben der Städtepartnerschaft von Shanghai und Hamburg, besteht zwischen Hongkou und dem Bezirk Hamburg-Mitte seit 2007 eine Bezirkspatenschaft.
Im Bezirk befindet sich mit dem Shanghai-Hongkou-Fußballstadion ein multifunktionales Stadion.

## Administrative Gliederung
Auf Gemeindeebene setzt sich Hongkou aus acht Straßenvierteln zusammen. Diese sind:
| Straßenviertel Jiaxing Lu (嘉兴路街道), Regierungssitz des Stadtbezirks; Straßenviertel Guangzhong Lu (广中路街道); Straßenviertel Jiangwanzhen (江湾镇街道); Straßenviertel Liangcheng Xincun (凉城新村街道); | Straßenviertel Ouyang Lu (欧阳路街道); Straßenviertel Quyang Lu (曲阳路街道); Straßenviertel Sichuan Beilu (四川北路街道); Straßenviertel Tilanqiao (提篮桥街道). |

## Nahverkehr
Hongkou ist zu erreichen mit der Shanghai Metro
- Line 3. Stationen: Dongbaoxing Road, Hongkou Football Stadium, Chifeng Road, Dabaishu und Jiangwan Town
- Line 4. Stationen Hailun Road und Linping Road
- Line 8. Stationen Siping Road, Quyang Road und Hongkou Football Stadium
- Line 10. Stationen North Sichuan Road, Hailun Road, Youdian Xincun und Siping Road
- Line 12. Stationen International Cruise Terminal und Tilanqiao

## Jüdisches Leben
Bereits seit dem späten 19. Jahrhundert existierte in Shanghai eine jüdische Gemeinde, die besonderen Zulauf von russischen Juden in den 1920er- und 1930er-Jahren erhielt. Nach dem Scheitern der Konferenz von Évian flohen ab 1938 etwa 20.000 Juden aus Deutschland und Europa nach Shanghai, da die Stadt neben den Komoren die einzige Stadt war, welche jüdische Flüchtlinge aufnahm. Shanghai war zu dieser Zeit eine geteilte Stadt unter chinesischer, japanischer, britischer, französischer und US-amerikanischer Besatzung. Ab 1941 übernahm Japan zunächst vollständig die Kontrolle und etablierte in Hongkou das Shanghaier Ghetto. 1943 war die Mehrzahl der Juden in dem Ghetto untergebracht. Nach der Befreiung im September 1945 und der Gründung des Staates Israel verließen fast alle Juden die Stadt. Die Zahl sank zeitweise auf wenige hundert in den 1950er-Jahren. Anfang der 2010er-Jahre waren es etwa 2.000.